# Заслуженный мелиоратор СССР

Нагрудный знак «Заслуженный мелиоратор СССР»

Заслуженный мелиоратор СССР — почётное звание, присваиваемое работникам строительных, промышленных, эксплуатационных, научных, проектных и других предприятий, организаций и учреждений за большой вклад в развитие мелиорации и проработавшим в этой области не менее 10 лет.
Присваивался Президиумом Верховного Совета СССР по представлению Министерства мелиорации и водного хозяйства СССР, других министерств, государственных комитетов и ведомств СССР, в ведении которых находились мелиоративные предприятия, учреждения и организации. Лицам, удостоенным звания «Заслуженный мелиоратор СССР», вручалась грамота Президиума Верховного Совета СССР и нагрудный знак установленного образца, носимый на правой стороне груди, над орденами СССР (при их наличии).

## История
- Установлено Указом Президиума Верховного Совета СССР от 26 октября 1984 года.

Первыми этого звания Указом Президиума Верховного Совета СССР от 30 января 1985 года были удостоены Александр Фёдорович Дерюгин и Михаил Петрович Немирчук.
Впоследствии этого звания были удостоены:
- Величка, Йонас Йонович (25 февраля 1985)
- Пичугин Владимир Макарович (25 февраля 1985)
- Новиков Николай Ефимович (4 октября 1985)
- Цинис Имант Карлович (4 октября 1985)
- Лебедев Виктор Михайлович (23 октября 1985)
- Гиоргадзе Шалва Владимирович (15 февраля 1988)
- Кулик Анатолий Яковлевич (25 марта 1988)

Упразднено Указом Президиума Верховного Совета СССР от 22 августа 1988 года;
30 декабря 1995 года Указом Президента Российской Федерации установлено почётное звание Заслуженный мелиоратор Российской Федерации